# 鎌ケ谷警察署
鎌ケ谷警察署（かまがやけいさつしょ）は、千葉県警察が管轄する警察署である。署長は警視。

## 管轄区域
- 鎌ケ谷市

## 所在地
- 千葉県鎌ケ谷市新鎌ケ谷4丁目8番35号

## 庁舎概要
鎌ケ谷警察署庁舎
- 竣工年 : 1991年
- 延床面積 : 2,461m²
- 構造/規模 : RC造、地上4階

鎌ケ谷警察署庁舎
- 竣工年 : 1991年
- 延床面積 : 858m²
- 構造/規模 : RC造、地上2階

## 沿革
- 1991年（平成3年）：船橋西警察署（現・船橋警察署）から独立し開設

## 交番
- 粟野交番（鎌ケ谷市粟野614番地の3）
- 鎌ヶ谷大仏交番（鎌ケ谷市鎌ケ谷1丁目5番40号）
- くぬぎ山交番（鎌ケ谷市初富86番地10）
- 鎌ヶ谷駅前交番（鎌ケ谷市道野辺中央2丁目1番28号） - 2007年3月16日に道野辺交番が移転の上改称
- 新鎌ヶ谷駅前交番（鎌ケ谷市新鎌ケ谷2丁目8番1号）